# Pietro Figlioli
Pietro Figlioli (ur. 29 maja 1984) – włoski piłkarz wodny. Srebrny medalista olimpijski z Londynu.
Zawody w 2012 były jego trzecimi igrzyskami olimpijskimi. Włosi w finale przegrali z Chorwatami. Wystąpił również w barwach Australii na dwóch poprzednich Igrzyskach (LIO 2008 oraz LIO 2004).